# Ioana Anastasia Anton
Ioana Anastasia Anton (n. 12 august 1985) este o actriță română, angajată a Teatrului Bulandra din București.
A absolvit în 2008 Universitatea Națională de Artă Teatrală și Cinematografică „Ion Luca Caragiale” din București, clasa prof. univ. dr. Florin Zamfirescu.

## Premii
- 2013 – nominalizare la Premiile Gopo pentru cea mai bună actriță în rol principal pentru rolul Sanda din Domnișoara Christina, regia Alexandru Maftei
- 2011 – Premiul pentru cea mai bună Actriță în rol secundar pentru personajul din Blifat, Festivalul Comediei Românești – festCO[1]
- 2009 – Premiul UNITER pentru Debut, pentru rolul Ofelia din Hamlet de William Shakespeare la Teatrul Metropolis, București[2]